# FA Charity Shield 1913
Lo FA Charity Shield 1913, noto in italiano anche come Supercoppa d'Inghilterra 1913, è stata la 6ª edizione della Supercoppa d'Inghilterra.
Si è svolto il 6 ottobre 1913 al The Den di Londra tra i calciatori professionisti e calciatori dilettanti che giocano in club affiliati alla FA.
A conquistare il titolo sono stati i Professionisti che hanno vinto per 7-2.

## Partecipanti
| Squadre                      | Partecipazioni precedenti (il grassetto indica la vittoria) |
| ---------------------------- | ----------------------------------------------------------- |
| Inghilterra (professionisti) | Nessuna                                                     |
| Inghilterra (dilettanti)     | Nessuna                                                     |

## Tabellino
| Arbitro: | G.H. Muir |

|                        |           |                  |
| Hampton Holley Fleming | Marcatori | Barlow Farnfield |

### Formazioni
| Professionisti: |    |                |
|                 |    |                |
| P               | 1  | Sam Hardy      |
| D               | 2  | Bob Crompton   |
| D               | 3  | Frank Womack   |
| C               | 4  | Frank Cuggy    |
| C               | 5  | Joe McCall     |
| C               | 6  | Billy Watson   |
| A               | 7  | Fanny Walden   |
| A               | 8  | Harold Fleming |
| A               | 9  | Harry Hampton  |
| A               | 10 | George Holley  |
| A               | 11 | Joe Hodkinson  |

| Dilettanti: |    |                   |
|             |    |                   |
| P           | 1  | Ronald Brebner    |
| D           | 2  | Tommy Burn        |
| D           | 3  | Arthur Knight     |
| C           | 4  | G.H. How          |
| C           | 5  | Ernest Peacock    |
| C           | 6  | Joe Dines         |
| A           | 7  | Ivan Sharpe       |
| A           | 8  | Dick Healey       |
| A           | 9  | Vivian Woodward   |
| A           | 10 | Herbert Farnfield |
| A           | 11 | George Barlow     |